# Sclerophion uchidai
Sclerophion uchidai là một loài tò vò trong họ Ichneumonidae.